# Emschertal-Museum
Das Emschertal-Museum der Stadt Herne besteht aus den drei Standorten: Schloss Strünkede, Städtische Galerie im Schlosspark Strünkede und Heimatmuseum Unser Fritz. Es zählt zu den größten Regionalmuseen des Ruhrgebietes und zeigt umfangreiche Sammlungen zur Heimatkunde, Naturgeschichte und Kunst. Vor allem die Dinge des täglichen Gebrauchs wie Münzen, Schlösser, Herde und Gebrauchskeramik, Rüstungen, Gewehre und andere Waffen, Schränke, Truhen, Tisch und Stühle, Bauernbetten und andere Objekte der Wohnkultur aus Zeiten des Mittelalters bis zum industriellen Wandel sowie Sand-, Sonnen-, mechanischen Uhren und Präzisionsgeräte aus dem 17. und 18. Jahrhundert machen die Lebensumstände in der Emscherregion anfassbar.

## Geschichte
Den Grundstein für die Sammlungen legte der erste Museumsdirektor Karl Brandt, der das Museum 1926 begründete und bis 1964 leitete. Dank seiner Tätigkeit wurde die archäologische Abteilung des Museums zu einer der bedeutendsten Sammlungen zur Vor- und Frühgeschichte im Ruhrgebiet.

## Schloss Strünkede

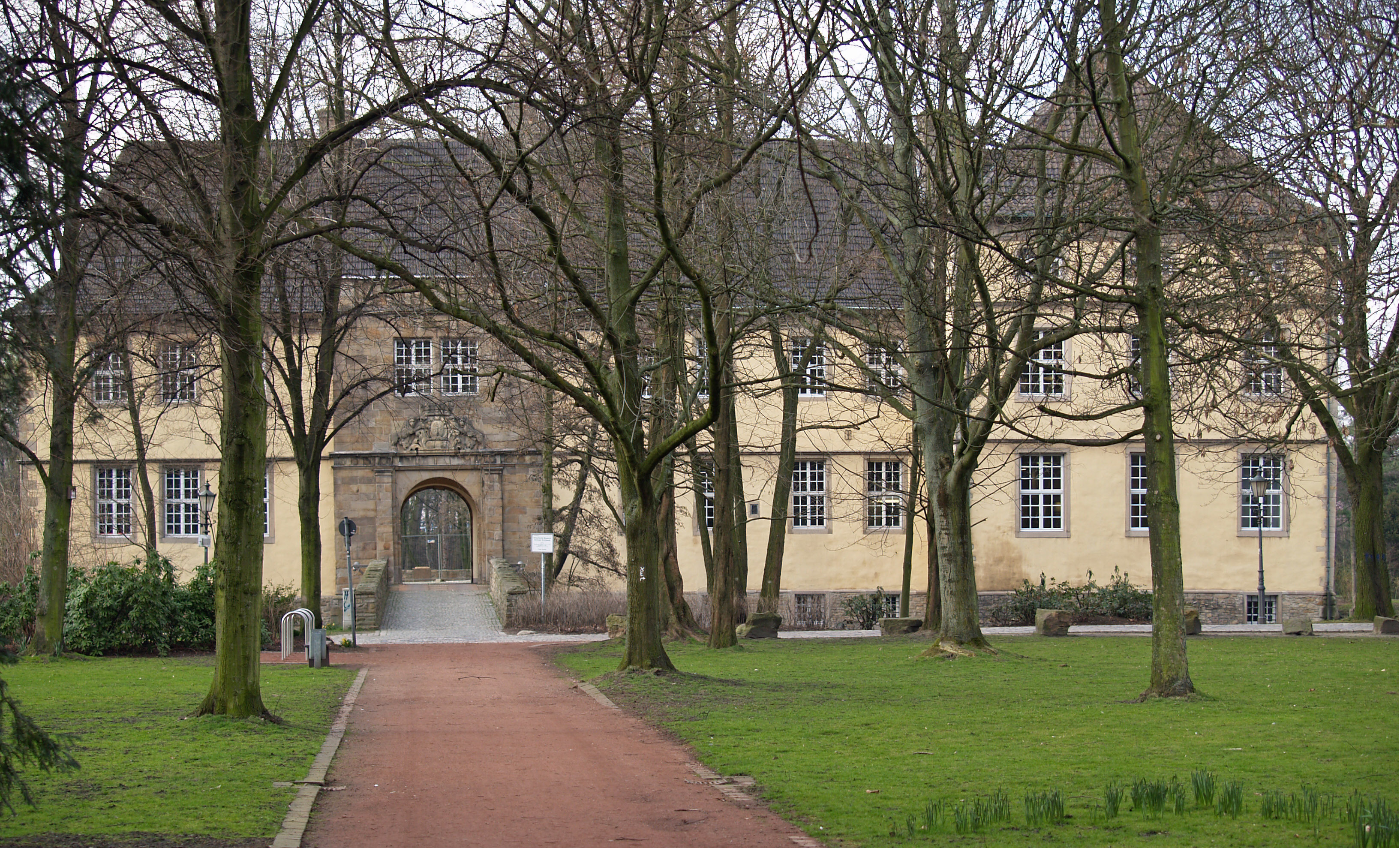
Schloss Strünkede (2007)

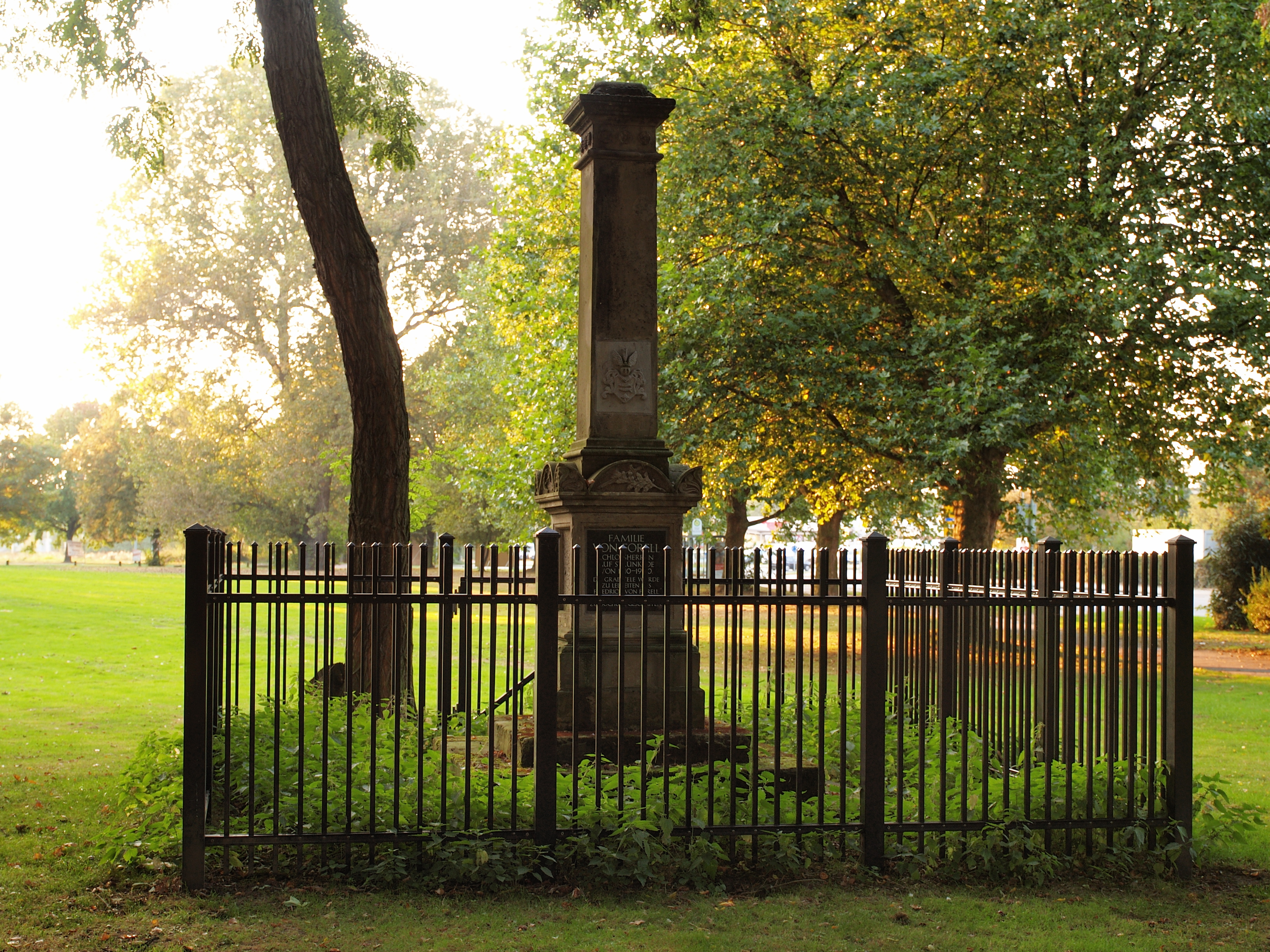
Grab der Familie von Forell, Teil der Städtischen Galerie (2009)

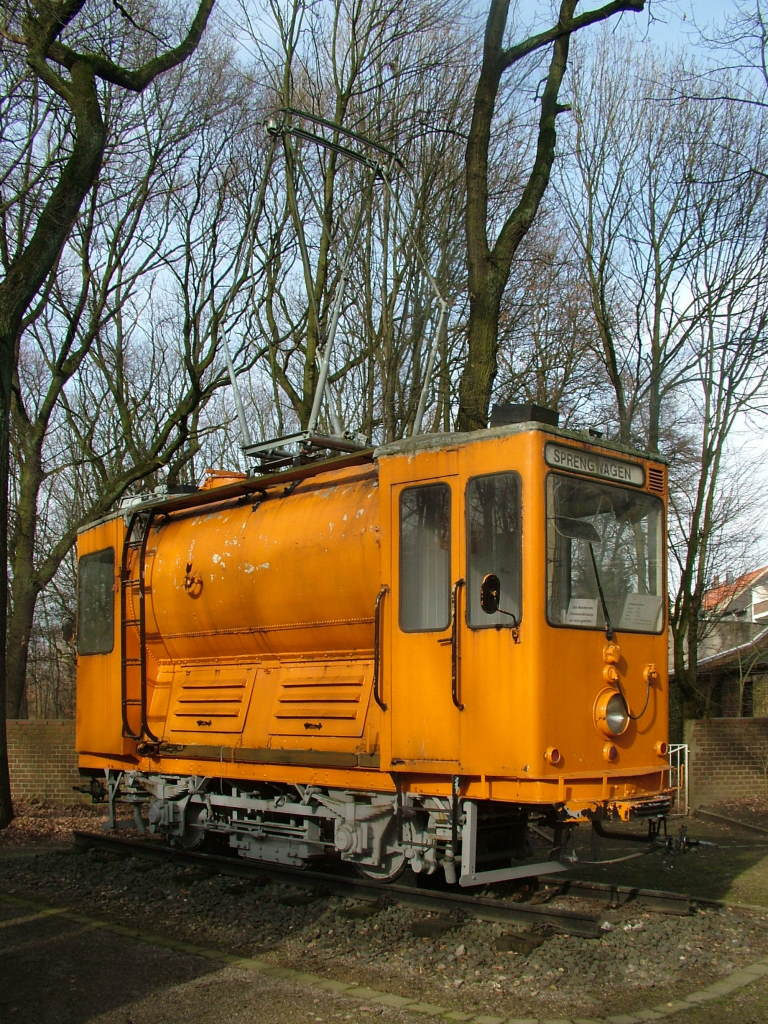
Sprengwagen der Straßenbahn Bochum/Gelsenkirchen im Heimatmuseum (2007)

1937 pachtete die Stadt Herne Teile des Schlosses von der Harpener Bergbau AG für das Emschertalmuseum langfristig an. Die Eröffnung der ersten kleineren Ausstellung fand am 15. September 1938 statt um, unterbrochen durch kleinere kriegsbedingte Schließungsperioden, am 26. August 1944 zu schließen. Nach der Befreiung und Stationierung einer Besatzung bis Januar 1946 wurde das Schloss zu einem Kindererholungsheim der britischen Heilsarmee umfunktioniert. Erst 1948 wurde das Haus von der Stadt Herne angekauft und in einigen Räumen das Emschertalmuseum wiedereröffnet. Neben den heimatkundlichen Exponaten werden auch naturgeschichtliche Funde sowie Exponate zur Geschichte des Schlosses und der adeligen Familie von Strünkede ausgestellt. Von Oktober 2009 bis April 2010 blieb das Schloss für Besucher aufgrund von Renovierungsarbeiten geschlossen. Die Dauerausstellung des Emschertal-Museums wurde nach dem Wiedereinzug Mitte Juni 2010 neu eröffnet.

## Städtische Galerie
Die Städtische Galerie im Schlosspark ist eine im Jugendstil erbaute Villa der letzten Schlossbesitzerfamile von Forell vom Ende des 19. Jahrhunderts. In ihr werden seit 1978 die Kunstbestände des Emschertal-Museums gezeigt, die sich mit der Kunst im 20. Jahrhundert auseinandersetzen, dazu gehören Werke regional wie international (Pablo Picasso, Marc Chagall) berühmter Künstler des Naturalismus, Expressionismus und gegenstandsbezogene Arbeiten. Zu den regionalen Künstlergruppen zählen die 1949 gegründeten „Herner Künstler“ (Maler wie Bruno Foltynowicz, Lothar Gambke und Jupp Gesing), der 1948 in Recklinghausen gegründete Kreis „junger westen“ (Maler wie Gustav Deppe, Emil Schumacher und Thomas Grochowiak) sowie die Künstlergruppe „B 1“ (Landartkünstler wie Bernd Damke, Rolf Glasmeier, Kuno Gonschior, Friedrich Gräsel), deren Mitglieder sich stark auf die Industriekultur des Ruhrgebiets beziehen.
Besonders in den letzten Jahrzehnten wurde eine 3500 Blatt umfassenden Sammlung von zeitgenössischer Kunst nach 1945 zusammengetragen, die weit über das Ruhrgebiet hinaus einzigartig ist.
Die Städtische Galerie zeigt einerseits immer wieder Wechselausstellungen des Bestandes des Museums, andererseits aber auch kulturhistorische Zusammenstellungen wie „Möbel en détail“ (1995, zur Wohnkultur), „Pest im Ruhrgebiet“ (1998) und „Ente gut, alles gut“ (2008, zur Comic-Welt von Entenhausen). Die Studio-Galerie im Dachgeschoss wird für museumspädagogische Aktionen, Performances und kleine Ausstellungen genutzt.

## Heimatmuseum Unser Fritz
Als Heimatmuseum von interessierten Bürgern 1926 zur Stadtgründung von Wanne-Eickel gegründet, ist das Museum nach mehreren Umzügen und einer wechselvollen Geschichte inzwischen in der ehemaligen Volksschule des Stadtteiles „Unser Fritz“ untergebracht. Es zeigt Exponate aus der Arbeitswelt von Bergbau, Binnenschifffahrt und Verkehrsbetrieben sowie dem häuslichen Leben des Ruhrgebiets und naturgeschichtliche Funde aus der näheren Umgebung.

## Bibliothek
Das Verwaltungsgebäude im Schlosspark Strünkede beinhaltet die mehr als 20.000 Publikationen umfassenden Bibliothek des Emschertal-Museums, unter anderem Monographien, Zeitschriften und Lexika sowie Ausstellungskataloge anderer Museen. Die reine Präsenzbibliothek steht allen Bürgerinnen und Bürgern kostenlos zur Verfügung.